# Coupe continentale de combiné nordique 2022
Navigation
2021 2023
La Coupe continentale de combiné nordique 2022 est la quatorzième édition de la Coupe continentale, compétition de combiné nordique organisée annuellement depuis 1991. Il s'agit de la compétition internationale de second niveau, derrière la Coupe du monde, elle aussi organisée par la Fédération internationale de ski.
Elle se déroule :
- pour les femmes, du 11 février 2022 au 26 mars 2022, en 12 épreuves disputées lors de 5 étapes ;
- pour les hommes, du 26 novembre 2021 au 26 mars 2022, en 23 épreuves disputées lors de 10 étapes.

Du 26 février au 6 mars, à Zakopane, en Pologne, se déroulent les Championnats du monde juniors. Curieusement, l'épreuve masculine par équipes de ces Championnats se déroule le même jour qu'une épreuve de Coupe continentale organisée à Lahti (Finlande).
Le classement général est remporté par la Norvégienne Gyda Westvold Hansen et par l’Allemand Jakob Lange.

## Organisation de la compétition

### Programme et sites de compétition
Cette Coupe continentale débute par quatre étapes lors desquelles ne sont organisées que des courses masculines.
La première se déroule en Russie, à Nijni Taguil.
Suit une étape en Chine, sur le site des épreuves de combiné nordique aux Jeux olympiques de 2022 ; l'étape suivante est à Ruka, sur le site d'ouverture de la Coupe du monde. Et, comme en Coupe du monde, les concurrents s'élanceront ensuite sur l'impressionnant tremplin HS140 de Klingenthal.
La première étape où femmes et hommes concourront est en Norvège, à Rena.
Mais la première épreuve mixte de la saison aura lieu lors de l'étape suivante, à Eisenerz (Autriche), ce qui est somme toute logique : ce fut le site de la première épreuve mixte par équipes de l'histoire du combiné.
L'étape suivante, exclusivement masculine, se déroule à Lahti (Finlande).
Les trois dernières étapes ont lieu en Amérique du Nord : tout d'abord à Park City (États-Unis d'Amérique), puis sur le site des épreuves des Jeux olympiques de 2010, à Whistler (Canada), avant de s'achever sur un troisième (!) site olympique, celui des Jeux olympiques de 1980, à Lake Placid, aux États-Unis d'Amérique.

### Format des épreuves
Les calendriers des hommes et des femmes prévoient des épreuves individuelles (Gundersen et mass-start), un sprint par équipe et une épreuve mixte par équipes.

#### Gundersen
Lors d'un Gundersen, les athlètes exécutent premièrement un saut sur un tremplin suivi d’une course de ski de fond de 5 km, 10 km ou 15 km. À la suite du saut, des points sont attribués pour la longueur et le style. Le départ de la course de ski de fond s'effectue selon la méthode Gundersen (1 point = 4 secondes), le coureur occupant la première place du classement de saut s’élance en premier, et les autres s’élancent ensuite dans l’ordre fixé. Le premier skieur à franchir la ligne d’arrivée remporte l’épreuve.
Les trente premiers athlètes à l'arrivée marquent des points suivants la répartition suivante :
| Place  | 1er | 2e | 3e | 4e | 5e | 6e | 7e | 8e | 9e | 10e | 11e | 12e | 13e | 14e | 15e | 16e | 17e | 18e | 19e | 20e | 21e | 22e | 23e | 24e | 25e | 26e | 27e | 28e | 29e | 30e |
| ------ | --- | -- | -- | -- | -- | -- | -- | -- | -- | --- | --- | --- | --- | --- | --- | --- | --- | --- | --- | --- | --- | --- | --- | --- | --- | --- | --- | --- | --- | --- |
| Points | 100 | 80 | 60 | 50 | 45 | 40 | 36 | 32 | 29 | 26  | 24  | 22  | 20  | 18  | 16  | 15  | 14  | 13  | 12  | 11  | 10  | 9   | 8   | 7   | 6   | 5   | 4   | 3   | 2   | 1   |

#### Mass-start
Les compétiteurs disputent une course de fond en partant tous en même temps. Les temps à l'arrivée sont convertis en points ; à ces premiers viendront s'additionner ceux acquis lors de l'épreuve de saut, qui se déroule dans un deuxième temps. L'athlète ayant le plus de points gagne l'épreuve.
Comme pour les épreuves Gundersen, les trente premiers athlètes à l'arrivée marquent des points suivants selon la même répartition.

#### Sprint par équipes
Cette épreuve est composée par équipe de deux. Les deux athlètes effectuent un saut chacun et des points sont attribués pour la longueur et le style. Le départ de la course de fond s'effectue selon la cotation suivante (1 point = 2 secondes). Un des athlètes occupant la première place du classement de saut s’élance en premier, et les autres s’élancent ensuite dans l’ordre fixé. La course de fond de 2 × 7,5 kilomètres avec changement d’athlète tous les 1,5 kilomètre. Le premier athlète à franchir la ligne d’arrivée permet à son équipe de remporter l’épreuve.
Les nations ne peuvent engager plus de trois équipes pour cette épreuve. Les huit premières équipes à l'arrivée marquent des points suivants la répartition suivante:
| Place  | 1er | 2e  | 3e  | 4e  | 5e  | 6e | 7e | 8e |
| ------ | --- | --- | --- | --- | --- | -- | -- | -- |
| Points | 200 | 175 | 150 | 125 | 100 | 75 | 50 | 25 |

#### Épreuve mixte par équipes
Deux athlètes femmes et deux athlètes hommes effectuent un saut sur le tremplin. Ensuite, les quatre mêmes athlètes réalisent 2,5 km de ski de fond pour les femmes et 5 km pour les hommes.
Les huit premières équipes à l'arrivée marquent des points pour la Coupe des Nations selon la répartition suivante :
| Place  | 1er | 2e  | 3e  | 4e  | 5e  | 6e  | 7e  | 8e |
| ------ | --- | --- | --- | --- | --- | --- | --- | -- |
| Points | 400 | 350 | 300 | 250 | 200 | 150 | 100 | 50 |

### Dotation financière
Les sommes suivantes sont versées aux athlètes après chaque course :
| Place                | 1er | 2e  | 3e  | 4e  | 5e  | 6e |
| -------------------- | --- | --- | --- | --- | --- | -- |
| Épreuve individuelle | 500 | 400 | 300 | 150 | 100 | 50 |
| Épreuve par équipes  | 800 | 500 | 200 | —   | —   | —  |

## Compétition

### Athlètes qualifiés
Le nombre de participants autorisés par nations est calculé après chaque période (la saison est divisé en quatre périodes) en fonction :
- du FIS World Ranking qui est un indicateur prenant notamment en compte le classement général de la compétition [13];
- du classement de la coupe continentale[13].

Chez les hommes, les fédérations ne peuvent engager plus de huit athlètes par course. La nation « à domicile » peut engager quatre athlètes supplémentaires. Chez les femmes, les fédérations peuvent engager cinq athlètes par course et la nation à domicile dispose de quatre places complémentaires.
Les fédérations peuvent engager les athlètes qu'elles souhaitent du moment qu'ils sont nés avant le 1er janvier 2006 et qu'ils disposent d'un code FIS.

### Déroulement de la compétition

#### Nijni Taguil

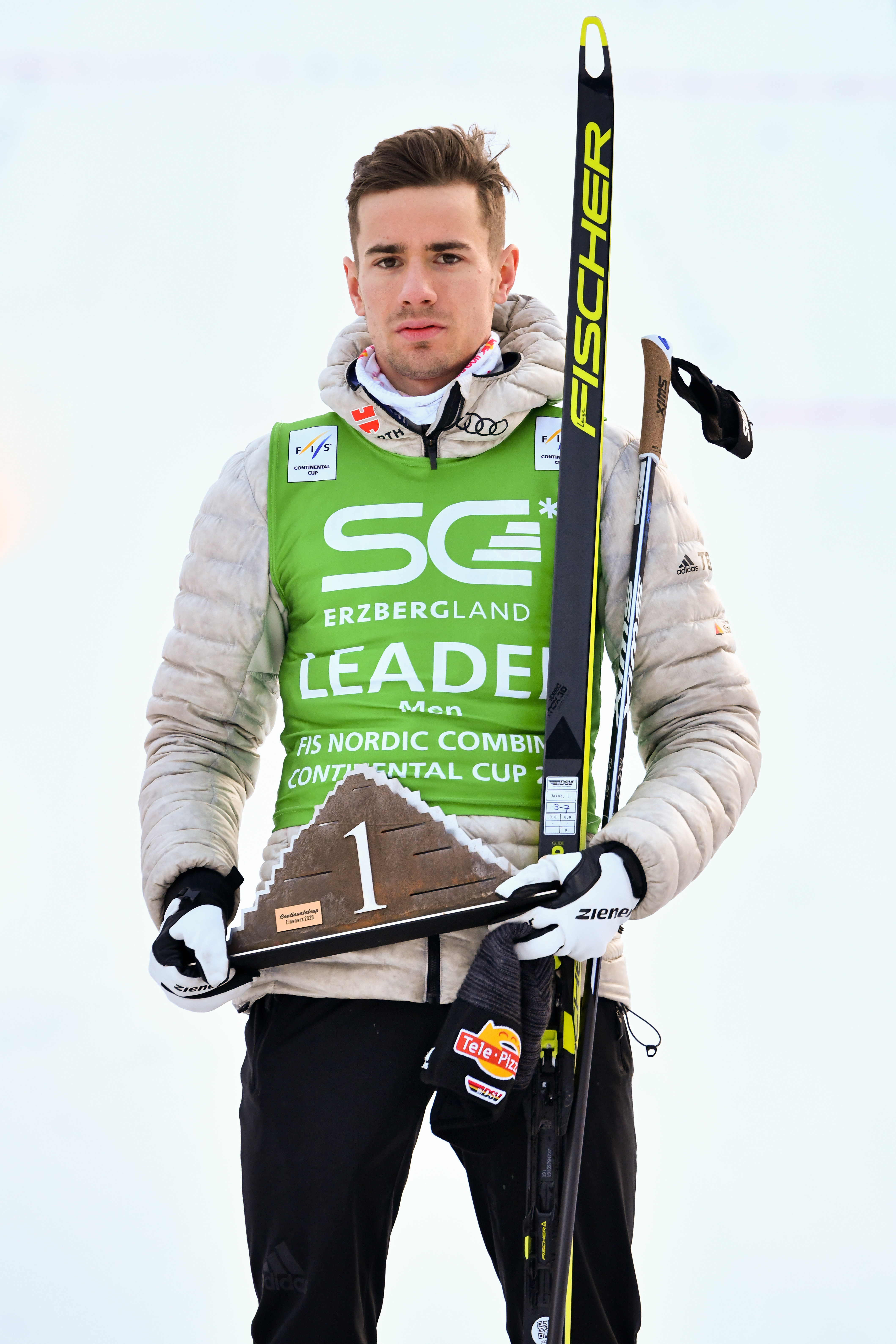
Jakob Lange (ici en 2020) remporte les deux courses de Nijni Taguil.

La saison débute pour les hommes en Russie à Nijni Taguil. Lors de la première compétition, c'est le Japonais Sakutaro Kobayashi qui domine le concours de saut grâce à un saut à 94,5 m. Il devance de 2 s l'Américain Carter Brubaker qui a sauté à 101 m et l'Autrichien Thomas Rettenegger (de),. Les fondeurs rapides sont un peu plus loin et l'Autrichien Christian Deuschl (de), vainqueur du saut de réserve, est à plus d'une minute et trente secondes. Lors de la course de ski de fond qui consiste en 6 tours sur une boucle de 1 700 m, l'Allemand Jakob Lange, vainqueur de la Coupe continentale 2020 et parti huitième à plus d'une minute, domine au sprint son compatriote David Mach et l'Autrichien Philipp Orter et s'impose.
Le lendemain, c'est Christian Deuschl qui domine le concours de saut. L'Autrichien est en tête grâce à un saut de 98 m ce qui lui permet de disposer de 28 s d'avance sur le Japonais Yuya Yamamoto et de 40 s sur son coéquipier Sakutaro Kobayashi,. David Mach est à une minute du leader et Jakob Lange à plus d'une minute et quarante secondes. Lors de la course de ski de fond, Jakob Lange parvient à remonter sur David Mach, puis sur Christian Deuschl, pour remporter sa deuxième course en deux jours : il devance David Mach, deuxième, et Christian Deuschl, lequel parvient à rester sur le podium.

#### Pékin
Pour les deux compétitions pré-olympiques, les athlètes sont dans des bulles, testés à de multiples reprises et sont limités en termes de déplacement. Horst Hüttel (de) juge les tremplins beaux et modernes mais il regrette qu'ils soient sensibles au vent et la construction inadaptée de la tour des juges. Concernant, les pistes de ski, elles sont exigeantes notamment en raison de l'altitude (1 700 m).
Lors de la première course sur les sites olympiques, les Autrichiens et les Japonais dominent le concours de saut. Christian Deuschl (de) est en tête grâce à un saut de 98,5 m. Yuya Yamamoto est deuxième à seulement 0,1 point et s’élance en même temps que l'Autrichien. Thomas Rettenegger (de) est troisième à 18 s et Sakutaro Kobayashi est quatrième. Dans la course de ski de fond, Jakob Lange parti en onzième place à plus d'une minute de la tête  réalise le meilleur temps de ski ce qui lui permet de reprendre son compatriote David Mach qui s'est élancé une vingtaine de secondes avant lui. Les deux Allemands rattrapent tous les concurrents et ils se jouent la victoire au sprint. Jakob Lange s'impose devant son compatriote et Thomas Rettenegger qui parvient à accrocher la troisième place.
Lors de la deuxième course, le Japonais Sakutaro Kobayashi domine le concours de saut. Lors de la course de ski de fond, l'Allemand Jakob Lange réalise le meilleur temps de ski et il l'emporte devant les Japonais Sakutaro Kobayashi et Yuya Yamamoto.

#### Ruka
À Ruka, le concours de saut de la première course est dominé par l'Autrichien Christian Deuschl (de). Celui-ci est en tête grâce à un saut de 138 m. Il devance de 4 s Sebastian Østvold (no) qui à quant à lui réalisé un saut à 140,5 m. Andreas Skoglund est troisième à 22 s malgré le plus long saut du jour à 141 m. Lors de la course de ski de fond, Andreas Skoglund remonte les deux concurrents devant lui et l'emporte avec 38 s d'avance sur son compatriote Einar Lurås Oftebro parti 5e de la course de ski de fond et le Finlandais Leevi Mutru parti en 8e position,.
Le lendemain, Sebastian Østvold (no)  domine le concours de saut grâce au plus long du saut à 139 m. Einar Lurås Oftebro est deuxième à 13 s en raison d'un saut à 136 m et Christian Deuschl (de) est troisième mais à 43 s. Andreas Skoglund, vainqueur la veille, est quatrième à une minute et 18 s. Einar Lurås Oftebro rattrape aisément puis lâche Sebastian Østvold et il l'emporte. Sebastian Østvold  parvient à conserver la deuxième place devant Andreas Skoglund et Lars Buraas (de). Il s'agit donc d'un quadruplé norvégien devant Leevi Mutru qui termine cinquième.

#### Klingenthal
Le concours de saut de la première course est dominé par Espen Bjørnstad qui est sélectionné par la Norvège pour les Jeux olympiques et un athlète habitué aux courses de la coupe du monde. Il devance de deux secondes son compatriote Simen Tiller et de Mario Heinis qui est à quarante secondes. Espen Bjørnstad ne prend pas le départ de la course de ski de fond. Lors de la course de ski de fond de cinq kilomètres, Simen Tiller n'est jamais inquiété et l'emporte. Derrière, Andreas Skoglund remonte de la sixième à deuxième place et il devance Ben Loomis. Lars Ivar Skårset (en) et Einar Lurås Oftebro prennent les 4e et 5e place et il y a donc quatre norvégiens dans les cinq premiers.
Le lendemain, le concours de saut ne peut être disputé en raison du vent. Ainsi, c'est le saut de réserve disputé vendredi qui est utilisé. Espen Bjørnstad avait dominé le saut et il est donc en tête. Simen Tiller est deuxième mais dans le même temps et il devance deux autres norvégiens Lars Ivar Skårset (en) et Andreas Skoglund. Espen Bjørnstad ne prend pas le départ de la course de ski de fond  et Simen Tiller fait la course seul en tête et l'emporte,. Andreas Skoglund prend la deuxième alors que Jakob Lange, parti en douzième position, prend le meilleur sur Einar Lurås Oftebro, parti en quinzième position, pour la troisième marche du podium,.
Lors de la troisième et dernière course course, le vent joue à nouveau un rôle important. En effet, les conditions de vents sont changeantes et des surprises ont lieu . Simen Tiller est en tête et il devance de 23 s son compatriote Sebastian Østvold (no). Ben Loomis est troisième à 27 s. Lors e la course de ski de fond, Simen Tiller parvient à nouveau à résister au retour de poursuivants et il remporte sa troisième course en trois jours. En effet, il parvient à garder 6,6 s d'avance sur son compatriote Lars Buraas (de) qui a effectué une importante remontée. Thomas Jöbstl prend la troisième place devant deux autres norvégiens Sebastian Østvold et Lars Ivar Skårset (en).

#### Lillehammer
Les courses prévues à Rena sont déplacées à Lillehammer. Chez les femmes, Gyda Westvold Hansen domine le concours de saut grâce à un saut à 97 m. Elle devance de 34 s l'Italienne Annika Sieff et de 43 s sur Anastasia Goncharova. Gyda Westvold Hansen creuse l'écart lors de la course de ski de fond et elle l'emporte avec plus d'une minute d'avance sur Annika Sieff qui parvient à conserver sa deuxième place. Pour la troisième place, Lisa Hirner devance Marte Leinan Lund et Ema Volavšek (de). Chez les hommes, l'Autrichien Philipp Orter domine le concours de saut avec le plus long saut du jour à 96,5 m. Il devance le jeune Norvégien Eidar Johan Strøm qui est à 8 s et Thomas Rettenegger (de) qui est à 12 s. Lors de la course de ski de fond, Andreas Skoglund, parti en sixième place avec un retard de 24 s, remonte et l'emporte de trois dixièmes devant Einar Lurås Oftebro et de 9,5 s sur Jakob Lange.
Le lendemain, des Team sprint sont au programme. Chez les femmes, l'équipe première de la Norvège composée de Gyda Westvold Hansen et de Marte Leinan Lund est en tête dès le concours de saut notamment en raison du saut de Gyda Westvold Hansen à 93,5 m. L'équipe devance de 20 s l'équipe autrichienne composée de Annalena Slamik et Lisa Hirner et d'une minute et 20 s la seconde équipe norvégienne composée de Marie Mille Hagen et de Mari Leinan Lund. Lors de la course de ski de fond, la première équipe norvégienne creuse l'écart et l'emporte largement devant les Autrichiennes. Derrière, la seconde équipe norvégienne ne participe pas à la course et c'est l'équipe Allemande composée de Marie Nähring et de Maria Gerboth qui prend la troisième place. Chez les hommes, les Autrichiens dominent le concours de saut. En effet, la première équipe d'Autriche composée de Lukas Klapfer et de Philipp Orter domine le concours. Elle devance d'1 s la seconde équipe d'Autriche et de 2 s la troisième équipe d'Autriche. Lors de la course de ski de fond, la première équipe autrichienne accentue son avance et l'emporte devant la troisième équipe autrichienne composée de Manuel Einkemmer (de) et Marc-Luis Rainer (de). Derrière, la deuxième équipe norvégienne composée d'Aleksander Skoglund (de) et de Kasper Moen Flatla (en) remonte jusqu'à la troisième place.
Lors de la troisième course, Gyda Westvold Hansen s'impose à nouveau chez les femmes. Elle devance Lisa Hirner et Annika Sieff. Chez les hommes, Lars Ivar Skårset (en) l'emporte au sprint devant Lukas Klapfer et Thomas Rettenegger (de).

#### Eisenerz
À Eisenerz, Gyda Westvold Hansen continue sa série de victoires. Elle est deuxième à 6 s d'Annika Sieff après le concours de saut à ski et elle s'impose finalement avec plus de 12 s sur l'Italienne. Ema Volavšek (de) prend la troisième place alors que Lisa Hirner a chuté et abandonné. Chez les hommes, Lukas Klapfer l'emporte devant son compatriote Thomas Rettenegger (de) et trois norvégiens Lars Buraas (de), Lars Ivar Skårset (en) et Andreas Skoglund. Les neuf premiers athlètes sont soit autrichiens soit norvégiens.
Le lendemain, l'équipe norvégienne composée de Lars Ivar Skårset (en), Ida Marie Hagen, Gyda Westvold Hansen et de Lars Buraas (de). Le concours de saut est serré avec la Slovénie qui mène de cinq et six secondes d'avance sur l'Autriche et la Norvège. Dans la course de ski de fond, La Norvège creuse un écart important et l'emporte avec plus d'une minute devant l'Autriche et d'une minute et 30 s sur l'Allemagne.
Enfin, Gyda Westvold Hansen domine le concours de saut et parvient à accentuer son avance lors de la course de ski de fond. Elle devance à nouveau Annika Sieff et Ema Volavšek. Chez les hommes, Stefan Rettenegger, parti 8e lors de la course de ski de fond, l'emporte devant deux Norvégiens, Lars Buraas et Lars Ivar Skårset,.

#### Lahti
Pendant les championnats du monde juniors 2022, des courses de coupe continentale sont programmées. Jakob Lange qui est le leader du classement de la coupe continentale domine le concours de saut. Il considère avoir réalisé son meilleur saut de la saison. Il devance de 9 s son compatriote Christian Frank et de 13 s l'Autrichien Manuel Einkemmer (de). Lors de la course de ski de fond, Jakob Lange fait la course seul en tête et l'emporte. Derrière, Manuel Einkemmer remonte en deuxième place. La bataille pour la troisième place est plus serré.
David Mach parti en huitième position parvient à revenir sur Christian Frank et il le bat au sprint pour la troisième place.
Le lendemain, cinq athlètes Allemands dominent le concours de saut. Christian Frank domine le concours et il devance de 4 s Pirmin Maier et de 16 s Simon Huettel. Le vainqueur de la veille, Jakob Lange est septième à plus de 40 s. Lors de la course de ski de fond, un groupe de sept athlètes se forment avec six Allemands et de Manuel Einkemmer (de). En fin de course, Jakob Lange attaque et l'emporte. Wendelin Thannheimer prend la deuxième place devant Martin Hahn.

#### Park City
En parallèle des courses de combiné nordique, des compétitions féminines de la coupe continentale de saut à ski (en) sont au programme. Taylor Fletcher prend sa retraite à l'issue des deux courses du week-end.
Lors de la première, une mass start, Taylor Fletcher domine la course de ski de fond. Il réalise les 10 km en 24 min 14 s 4. Il devance de plus de 25 s l'Allemand Jakob Lange et de 57 s David Mach,. Lors du concours de saut, il parvient à se classer grâce à un saut à 86 m mais il l'emporte finalement,. Il devance David Mach et Ben Loomis qui remonte en troisième grâce au plus long saut du concours (saut à 91,5 m).
Le lendemain, le concours de saut ne peut avoir lieu et ainsi le saut de réserve doit être utilisé. Ben Loomis part avec 16 s d'avance sur Manuel Einkemmer (de) et 22 s sur Jared Shumate (de). Finalement, Jakob Lange parvient à remonter et il remporte la course. Il devance finalement Manuel Einkemmer et David Mach. Taylor Fletcher partit à près de deux minutes réalise le meilleur temps de ski et il finit sixième.

#### Whistler
Une semaine après Park City, des compétitions sont organisées à Whistler au Canada. Il n'y a que quatre nations engagées (Autriche, Allemagne, Italie et les États-Unis). Il faut cinq nations pour qu'une compétition puisse avoir lieu et Nathaniel Mah, retraité depuis deux ans, décide de participer pour le Canada ce qui fait donc cinq nations participantes. Lors de la première course, Thomas Rettenegger (de) réalise le plus long saut du jour à 101,5 m ce qui lui permet de disposer de 15 s sur Nick Siegemund. Wendelin Thannheimer et Marc-Luis Rainer (de) sont troisième et quatrième à 44 s de la tête. Lors de la course de ski de fond, David Mach, parti en sixième position, réalise le meilleur temps de ski ce qui lui permet de remonter et de l'emporter au sprint devant Marc-Luis Rainer. Derrière, Jakob Lange prend le meilleur sur Wendelin Thannheimer et Thomas Rettenegger pour la troisième place.
Le lendemain, Thomas Rettenegger (de) est à nouveau en tête du concours de saut grâce à un saut à 99 m. Jakob Lange réalise le plus long saut du jour à 100 m ce qui lui permet de n'être qu'à 18 s du leader. Nick Siegemund est troisième à 23 s. Lors de la course de ski de fond, Jakob Lange s'impose en solitaire. Il devance David Mach et Wendelin Thannheimer. Il s'agit donc d'un triplé allemand. Avec cette victoire, Jakob Lange s'assure le classement général de la compétition.

#### Lake Placid
Les deux dernières courses masculines ont lieu à Lake Placid.
Le premier jour, l'Américain Tate Frantz domine le concours de saut avec un saut à 89 m,. Wendelin Thannheimer est deuxième à 3 s et Jasper Good est troisième à 17 s. Stephen Schumann est quatrième et il devance Jakob Lange. Le plus long saut est réalisé par Nick Siegemund à 96,5 m mais il n'est que huitième en raison d'une réception ratée. Lors de la course de ski de fond, Jakob Lange qui s'est élancer à 25 s du leader remonte et l'emporte. Wendelin Thannheimer parvient à conserver sa deuxième place et il devance l'Américain Stephen Schumann.
La dernière course de la saison a un format un peu différent. Deux sauts sont au programme suivi d'un 15 km. Avec des sauts à 98 m et 95,5 m, Jakob Lange est en tête et il devance Wendelin Thannheimer qui a réalisé le record du tremplin à 100 m lors de son second saut,. Les deux athlètes sont séparés de seulement 4 s. Nick Siegemund est troisième à 29 s. Finalement, Jakob Lange s'impose avec plus d'une minute sur Wendelin Thannheimer. Un troisième Allemand, David Mach, complète le podium.

### Bilan de la saison
Chez les hommes, le classement général est remporté par Jakob Lange avec 1 406 points. Il devance son compatriote David Mach qui a marqué 1 044 points. Wendelin Thannheimer est troisième. La Coupe des Nations est remportée par l'Allemagne. Chez les femmes, c'est Gyda Westvold Hansen qui remporte toutes les courses et qui remporte le classement général.

## Classement général

### Individuel
| Rang | Nom                    | Points |
| ---- | ---------------------- | ------ |
| 01   | Gyda Westvold Hansen   | 400    |
| 02   | Annika Sieff           | 300    |
| 03   | Ema Volavšek (de)      | 215    |
| 04   | Maria Gerboth          | 146    |
| 05   | Lisa Hirner            | 140    |
| 06   | Marte Leinan Lund      | 132    |
| 06   | Léna Brocard           | 132    |
| 08   | Annika Malacinski (de) | 120    |
| 09   | Stefaniya Nadymova     | 087    |
| 10   | Sophia Maurus (de)     | 086    |
| 11   | Ida Marie Hagen        | 076    |
| 12   | Annalena Slamik        | 071    |
| 12   | Eva Hubinger (de)      | 071    |
| 14   | Jenny Nowak            | 064    |
| 15   | Haruka Kasai           | 061    |
| 15   | Annamaija Oinas        | 061    |
| 17   | Nathalie Armbruster    | 054    |
| 18   | Thea Øihaugen (de)     | 053    |
| 19   | Svenja Würth           | 050    |
| 20   | Yuna Kasai             | 045    |
| 21   | Mille Marie Hagen      | 040    |
| 22   | Silva Verbič (de)      | 036    |
| 22   | Marie Naehring (de)    | 036    |
| 24   | Olga Aristova          | 033    |
| 25   | Cindy Haasch (en)      | 032    |
| 25   | Aleksandra Tikhonovich | 032    |
| 27   | Magdalena Burger       | 030    |
| 28   | Tess Arnone (de)       | 028    |
| 29   | Hazuki Ikeda           | 027    |
| 29   | Alva Thors             | 027    |

| Rang | Nom                     | Points |
| ---- | ----------------------- | ------ |
| 01   | Jakob Lange             | 1 406  |
| 02   | David Mach              | 1 044  |
| 03   | Wendelin Thannheimer    | 0776   |
| 04   | Thomas Rettenegger (de) | 0668   |
| 05   | Andreas Skoglund        | 0545   |
| 06   | Marc-Luis Rainer (de)   | 0463   |
| 07   | Manuel Einkemmer (de)   | 0449   |
| 08   | Lars Buraas (de)        | 0448   |
| 08   | Einar Lurås Oftebro     | 0446   |
| 10   | Lars Ivar Skårset (de)  | 0387   |
| 11   | Nick Siegemund          | 0318   |
| 12   | Simen Tiller            | 0300   |
| 13   | Aaron Kostner           | 0284   |
| 14   | Yūya Yamamoto (de)      | 0272   |
| 15   | Philipp Orter           | 0271   |
| 16   | Florian Kolb            | 0263   |
| 17   | Lukas Klapfer           | 0256   |
| 18   | Sebastian Østvold (de)  | 0250   |
| 19   | Jared Shumate (de)      | 0244   |
| 20   | Christian Frank         | 0241   |
| 21   | Thomas Jöbstl           | 0236   |
| 22   | Stephen Schumann        | 0215   |
| 23   | Taylor Fletcher         | 0200   |
| 24   | Fabio Obermeyr          | 0191   |
| 25   | Sakutaro Kobayashi      | 0186   |
| 26   | Ben Loomis              | 0184   |
| 27   | Stefan Rettenegger      | 0180   |
| 28   | Christian Deuschl (de)  | 0175   |
| 29   | Grant Andrews (it)      | 0169   |
| 30   | Domenico Mariotti       | 0160   |

### Coupe des Nations
Le classement de la Coupe des nations est établi à partir d'un calcul qui fait la somme de tous les résultats obtenus par les athlètes d'un pays dans les épreuves individuelles.
| Rang | Nation     | Points |
| ---- | ---------- | ------ |
| 01.  | Norvège    | 0750   |
| 02.  | Allemagne  | 0498   |
| 03.  | Italie     | 0335   |
| 04.  | Autriche   | 0296   |
| 05.  | Slovénie   | 0251   |
| 06.  | Russie     | 0172   |
| 07.  | États-Unis | 0168   |
| 08.  | Japon      | 0133   |

| Rang | Nation     | Points |
| ---- | ---------- | ------ |
| 01.  | Allemagne  | 4 503  |
| 02.  | Autriche   | 3 939  |
| 03.  | Norvège    | 3 208  |
| 04.  | États-Unis | 1 514  |
| 05.  | Japon      | 0808   |
| 06.  | Italie     | 0541   |
| 07.  | Finlande   | 0448   |
| 08.  | Russie     | 0322   |

## Résultats

### Compétition féminine
| Étape | Date            | Épreuve                    | Vainqueur                                           | Deuxième                                  | Troisième                                         | Leader du classement |
| ----- | --------------- | -------------------------- | --------------------------------------------------- | ----------------------------------------- | ------------------------------------------------- | -------------------- |
| 1     | 11 février 2022 | HS 98 / 5 km               | Gyda Westvold Hansen                                | Annika Sieff                              | Lisa Hirner                                       | Gyda Westvold Hansen |
| 2     | 12 février 2022 | HS 98 / sprint par équipes | Norvège I- Marte Leinan Lund - Gyda Westvold Hansen | Autriche I- Annalena Slamik - Lisa Hirner | Allemagne II- Marie Naehring (de) - Maria Gerboth |                      |
| 3     | 13 février 2022 | HS 98 / 5 km               | Gyda Westvold Hansen                                | Lisa Hirner                               | Annika Sieff                                      | Gyda Westvold Hansen |

| Étape | Date            | Épreuve                            | Vainqueur                                                 | Deuxième                                                  | Troisième                                                 | Leader du classement |
| ----- | --------------- | ---------------------------------- | --------------------------------------------------------- | --------------------------------------------------------- | --------------------------------------------------------- | -------------------- |
| 4     | 18 février 2022 | HS 109 / 5 km                      | Gyda Westvold Hansen                                      | Annika Sieff                                              | Ema Volavšek (de)                                         | Gyda Westvold Hansen |
| 5     | 19 février 2022 | HS 109 / épreuve mixte par équipes | Voir le résultat dans le paragraphe « compétition mixte » | Voir le résultat dans le paragraphe « compétition mixte » | Voir le résultat dans le paragraphe « compétition mixte » |                      |
| 6     | 20 février 2022 | HS 109 / 5 km                      | Gyda Westvold Hansen                                      | Annika Sieff                                              | Ema Volavšek (de)                                         | Gyda Westvold Hansen |

|                                                               |  |  |  |  |  |  |
| Zakopane Championnats du monde juniors (27 février au 6 mars) |  |  |  |  |  |  |
|                                                               |  |  |  |  |  |  |

| Étape | Date         | Épreuve                  | Vainqueur             | Deuxième              | Troisième             | Leader du classement  |
| ----- | ------------ | ------------------------ | --------------------- | --------------------- | --------------------- | --------------------- |
| 7     | 12 mars 2022 | HS 100 / mass start 5 km | Compétitions annulées | Compétitions annulées | Compétitions annulées | Compétitions annulées |
| 8     | 13 mars 2022 | HS 100 / 5 km            | Compétitions annulées | Compétitions annulées | Compétitions annulées | Compétitions annulées |

| Étape | Date         | Épreuve       | Vainqueur             | Deuxième              | Troisième             | Leader du classement  |
| ----- | ------------ | ------------- | --------------------- | --------------------- | --------------------- | --------------------- |
| 9     | 18 mars 2022 | HS 104 / 5 km | Compétitions annulées | Compétitions annulées | Compétitions annulées | Compétitions annulées |
| 10    | 19 mars 2022 | HS 104 / 5 km | Compétitions annulées | Compétitions annulées | Compétitions annulées | Compétitions annulées |

| Étape | Date         | Épreuve            | Vainqueur             | Deuxième              | Troisième             | Leader du classement  |
| ----- | ------------ | ------------------ | --------------------- | --------------------- | --------------------- | --------------------- |
| 11    | 25 mars 2022 | 5 km               | Compétitions annulées | Compétitions annulées | Compétitions annulées | Compétitions annulées |
| 12    | 26 mars 2022 | épreuve de clôture | Compétitions annulées | Compétitions annulées | Compétitions annulées | Compétitions annulées |

### Compétition mixte
| Date            | Épreuve                           | Vainqueur                                                                                   | Deuxième                                                                          | Troisième                                                                             |
| --------------- | --------------------------------- | ------------------------------------------------------------------------------------------- | --------------------------------------------------------------------------------- | ------------------------------------------------------------------------------------- |
| 19 février 2022 | Épreuve par équipes mixtes HS 109 | Norvège- Lars Ivar Skårset (en) - Ida Marie Hagen - Gyda Westvold Hansen - Lars Buraas (de) | Autriche- Thomas Rettenegger (de) - Lisa Hirner - Annalena Slamik - Lukas Klapfer | Allemagne- David Mach - Cindy Haasch (en) - Sophia Maurus (de) - Wendelin Thannheimer |

### Compétition masculine
| Étape | Date             | Épreuve        | Vainqueur   | Deuxième   | Troisième              | Leader du classement |
| ----- | ---------------- | -------------- | ----------- | ---------- | ---------------------- | -------------------- |
| 1     | 26 novembre 2021 | HS 100 / 10 km | Jakob Lange | David Mach | Philipp Orter          | Jakob Lange          |
| 2     | 27 novembre 2021 | HS 100 / 10 km | Jakob Lange | David Mach | Christian Deuschl (de) | Jakob Lange          |

| Étape | Date            | Épreuve        | Vainqueur   | Deuxième                | Troisième               | Leader du classement |
| ----- | --------------- | -------------- | ----------- | ----------------------- | ----------------------- | -------------------- |
| 3     | 4 décembre 2021 | HS 140 / 10 km | Jakob Lange | David Mach              | Thomas Rettenegger (de) | Jakob Lange          |
| 4     | 5 décembre 2021 | HS 140 / 10 km | Jakob Lange | Sakutarō Kobayashi (de) | Yūya Yamamoto (de)      | Jakob Lange          |

| Étape | Date             | Épreuve        | Vainqueur           | Deuxième               | Troisième        | Leader du classement |
| ----- | ---------------- | -------------- | ------------------- | ---------------------- | ---------------- | -------------------- |
| 5     | 18 décembre 2021 | HS 142 / 10 km | Andreas Skoglund    | Einar Lurås Oftebro    | Leevi Mutru      | Jakob Lange          |
| 6     | 19 décembre 2021 | HS 142 / 10 km | Einar Lurås Oftebro | Sebastian Østvold (no) | Andreas Skoglund | Jakob Lange          |

| Étape | Date                                       | Épreuve        | Vainqueur    | Deuxième         | Troisième     | Leader du classement |
| ----- | ------------------------------------------ | -------------- | ------------ | ---------------- | ------------- | -------------------- |
| 7     | 7 janvier 2022 reportée au 21 janvier 2022 | HS 140 / 5 km  | Simen Tiller | Andreas Skoglund | Ben Loomis    | Jakob Lange          |
| 8     | 8 janvier 2022 reportée au 22 janvier 2022 | HS 140 / 10 km | Simen Tiller | Andreas Skoglund | Jakob Lange   | Jakob Lange          |
| 9     | 9 janvier 2022 reportée au 23 janvier 2022 | HS 140 / 10 km | Simen Tiller | Lars Buraas (de) | Thomas Jöbstl | Jakob Lange          |

| Étape | Date            | Épreuve                    | Vainqueur                                 | Deuxième                                                    | Troisième                                                      | Leader du classement |
| ----- | --------------- | -------------------------- | ----------------------------------------- | ----------------------------------------------------------- | -------------------------------------------------------------- | -------------------- |
| 10    | 11 février 2022 | HS 98 / 10 km              | Andreas Skoglund                          | Einar Lurås Oftebro                                         | Jakob Lange                                                    | Jakob Lange          |
| 11    | 12 février 2022 | HS 98 / sprint par équipes | Autriche I- Philipp Orter - Lukas Klapfer | Autriche III- Manuel Einkemmer (de) - Marc-Luis Rainer (de) | Norvège II- Aleksander Skoglund (de) - Kasper Moen Flatla (en) |                      |
| 12    | 13 février 2022 | HS 98 / 10 km              | Lars Ivar Skårset (en)                    | Lukas Klapfer                                               | Thomas Rettenegger (de)                                        | Jakob Lange          |

| Étape | Date            | Épreuve                            | Vainqueur                                                 | Deuxième                                                  | Troisième                                                 | Leader du classement |
| ----- | --------------- | ---------------------------------- | --------------------------------------------------------- | --------------------------------------------------------- | --------------------------------------------------------- | -------------------- |
| 13    | 18 février 2022 | HS 109 / 10 km                     | Lukas Klapfer                                             | Thomas Rettenegger (de)                                   | Lars Buraas (de)                                          | Jakob Lange          |
| 14    | 19 février 2022 | HS 109 / épreuve mixte par équipes | Voir le résultat dans le paragraphe « compétition mixte » | Voir le résultat dans le paragraphe « compétition mixte » | Voir le résultat dans le paragraphe « compétition mixte » |                      |
| 15    | 20 février 2022 | HS 109 / 10 km                     | Stefan Rettenegger                                        | Lars Buraas (de)                                          | Lars Ivar Skårset (en)                                    | Jakob Lange          |

|                                                               |  |  |  |  |  |  |
| Zakopane Championnats du monde juniors (27 février au 6 mars) |  |  |  |  |  |  |
|                                                               |  |  |  |  |  |  |

| Étape | Date        | Épreuve        | Vainqueur   | Deuxième              | Troisième   | Leader du classement |
| ----- | ----------- | -------------- | ----------- | --------------------- | ----------- | -------------------- |
| 16    | 5 mars 2022 | HS 130 / 10 km | Jakob Lange | Manuel Einkemmer (de) | David Mach  | Jakob Lange          |
| 17    | 6 mars 2022 | HS 130 / 10 km | Jakob Lange | Wendelin Thannheimer  | Martin Hahn | Jakob Lange          |

| Étape | Date         | Épreuve                   | Vainqueur       | Deuxième              | Troisième  | Leader du classement |
| ----- | ------------ | ------------------------- | --------------- | --------------------- | ---------- | -------------------- |
| 18    | 12 mars 2022 | HS 100 / mass start 10 km | Taylor Fletcher | David Mach            | Ben Loomis | Jakob Lange          |
| 19    | 13 mars 2022 | HS 100 / 10 km            | Jakob Lange     | Manuel Einkemmer (de) | David Mach | Jakob Lange          |

| Étape | Date         | Épreuve        | Vainqueur   | Deuxième              | Troisième            | Leader du classement |
| ----- | ------------ | -------------- | ----------- | --------------------- | -------------------- | -------------------- |
| 20    | 18 mars 2022 | HS 104 / 10 km | David Mach  | Marc-Luis Rainer (de) | Jakob Lange          | Jakob Lange          |
| 21    | 19 mars 2022 | HS 104 / 10 km | Jakob Lange | David Mach            | Wendelin Thannheimer | Jakob Lange          |

| Étape | Date         | Épreuve        | Vainqueur   | Deuxième             | Troisième        | Leader du classement |
| ----- | ------------ | -------------- | ----------- | -------------------- | ---------------- | -------------------- |
| 22    | 25 mars 2022 | HS 100 / 10 km | Jakob Lange | Wendelin Thannheimer | Stephen Schumann | Jakob Lange          |
| 23    | 26 mars 2022 | HS 104 / 15 km | Jakob Lange | Wendelin Thannheimer | David Mach       | Jakob Lange          |